# 罗岭乡
罗岭乡，是中华人民共和国河南省洛陽市洛宁县下辖的一个乡镇级行政单位。

## 行政区划
罗岭乡下辖以下地区：
罗岭村、沪池村、前河村、贾沟村、江里村、核沟村、贾村、韩沟村、窑沟村、路沟村、皮坡村、沟沿村、蛇沟村和元子村。